# Список высших учебных заведений Ростовской области
В список высших учебных заведений Ростовской области включены образовательные учреждения высшего и высшего профессионального образования, находящиеся на территории Ростовской области и имеющие действующую лицензию на образовательную деятельность. Список вузов приведён в соответствии с данными сводного реестра лицензий, в список филиалов включены организации, участвовавшие в мониторинге Министерства образования и науки Российской Федерации 2016 года. По состоянию на 2 мая 2017 года в Ростовской области действующую лицензию имели 19 вузов и 29 филиалов.
Филиалы вузов, головные организации которых находятся в иных субъектах федерации, сгруппированы в отдельном списке. Порядок следования элементов списка — алфавитный.

## Список высших образовательных учреждений
| Название                                                    | Категория         | Статус      | Год основания | Месторасположение | Число студентов |
| ----------------------------------------------------------- | ----------------- | ----------- | ------------- | ----------------- | --------------- |
| Донская духовная семинария                                  | негосударственный | семинария   | 1868          | Ростов-на-Дону    |                 |
| Донской государственный аграрный университет                | государственный   | университет | 1840          | Персиановский     | 3542            |
| Донской государственный технический университет             | государственный   | университет | 1930          | Ростов-на-Дону    | 19785           |
| Донской институт дистанционного образования                 | негосударственный | институт    | 1999          | Красный Сулин     |                 |
| Донской юридический институт                                | негосударственный | институт    | 1994          | Ростов-на-Дону    |                 |
| Институт финансового контроля и аудита                      | негосударственный | институт    |               | Ростов-на-Дону    |                 |
| Ростовская государственная консерватория                    | государственный   | академия    | 1967          | Ростов-на-Дону    | 726             |
| Ростовский государственный медицинский университет          | государственный   | университет | 1930          | Ростов-на-Дону    | 5513            |
| Ростовский государственный университет путей сообщения      | государственный   | университет | 1929          | Ростов-на-Дону    | 9312            |
| Ростовский государственный экономический университет        | государственный   | университет | 1931          | Ростов-на-Дону    | 10035           |
| Ростовский институт защиты предпринимателя                  | негосударственный | институт    | 1993          | Ростов-на-Дону    |                 |
| Ростовский институт управления                              | негосударственный | институт    |               | Ростов-на-Дону    | 237             |
| Ростовский международный институт экономики и управления    | негосударственный | институт    | 1996          | Ростов-на-Дону    | 685             |
| Ростовский юридический институт                             | государственный   | институт    | 1961          | Ростов-на-Дону    |                 |
| Таганрогский институт управления и экономики                | негосударственный | институт    | 1993          | Таганрог          | 1157            |
| Южно-Российский государственный политехнический университет | государственный   | университет | 1907          | Новочеркасск      | 9827            |
| Южно-Российский гуманитарный институт                       | негосударственный | институт    | 1994          | Ростов-на-Дону    | 592             |
| Южный университет (ИУБиП)                                   | негосударственный | университет | 1991          | Ростов-на-Дону    | 2187            |
| Южный федеральный университет                               | государственный   | университет | 2006          | Ростов-на-Дону    | 26772           |

## Список филиалов высших образовательных учреждений
| Название | Категория         | Статус      | Год основания | Месторасположение  | Месторасположение головной организации | Число студентов |
| --- | ----------------- | ----------- | ------------- | ------------------ | -------------------------------------- | --------------- |
| Азово-Черноморский инженерный институт (филиал Донского государственного аграрного университета)                                                   | государственный   | институт    | 1930          | Зерноград          | Персиановский                          | 3364            |
| Волгодонский инженерно-технический институт (филиал Национального исследовательского ядерного университета «МИФИ»)                                 | государственный   | институт    | 2009          | Волгодонск         | Москва                                 | 2074            |
| Волгодонский институт экономики, управления и права (филиал Южного федерального университета)                                                      | государственный   | институт    | 1996          | Волгодонск         | Ростов-на-Дону                         | 859             |
| Гуковский институт экономики и права (филиал Ростовского государственного экономического университета)                                             | государственный   | институт    | 1996          | Гуково             | Ростов-на-Дону                         | 987             |
| Донской казачий государственный институт пищевых технологий и экономики (филиал Московского государственного университета технологий и управления) | государственный   | институт    | 1959          | Ростов-на-Дону     | Москва                                 | 2149            |
| Институт водного транспорта имени Г. Я. Седова (филиал Государственный морской университет имени адмирала Ф. Ф. Ушакова)                           | государственный   | институт    | 1876          | Ростов-на-Дону     | Новороссийск                           | 1589            |
| Институт сферы обслуживания и предпринимательства (филиал Донского государственного технического университета)                                     | государственный   | институт    | 1968          | Шахты              | Ростов-на-Дону                         | 6665            |
| Институт технологий (филиал Донского государственного технического университета)                                                                   | государственный   | институт    | 1994          | Волгодонск         | Ростов-на-Дону                         |                 |
| Каменский институт (филиал Южно-Российского государственного политехнического университета)                                                        | государственный   | институт    | 1960          | Каменск-Шахтинский | Новочеркасск                           | 679             |
| Новочеркасский инженерно-мелиоративный институт (филиал Донского государственного аграрного университета)                                          | государственный   | институт    | 1930          | Новочеркасск       | Ростов-на-Дону                         | 4028            |
| Политехнический институт (филиал Донского государственного технического университета)                                                              | государственный   | институт    | 1999          | Таганрог           | Ростов-на-Дону                         |                 |
| Ростовский институт (филиал Всероссийского государственного университета юстиции)                                                                  | государственный   | институт    | 2002          | Ростов-на-Дону     | Москва                                 | 1159            |
| Ростовский филиал Российского государственного университета правосудия                                                                             | государственный   | университет | 2001          | Ростов-на-Дону     | Москва                                 | 1402            |
| Ростовский филиал Московского государственного технического университета гражданской авиации                                                       | государственный   | университет | 1969          | Ростов-на-Дону     | Москва                                 | 1009            |
| Ростовский филиал Российской таможенной академии                                                                                                   | государственный   | академия    |               | Ростов-на-Дону     | Люберцы                                | 1506            |
| Ростовский-на-Дону институт физической культуры и спорта (филиал Кубанского государственного университета физической культуры, спорта и туризма)   | государственный   | институт    | 1947 1996     | Ростов-на-Дону     | Краснодар                              |                 |
| Ростовский-на-Дону филиал Всероссийского государственного института кинематографии                                                                 | государственный   | институт    | 2011          | Ростов-на-Дону     | Москва                                 | 23              |
| Северо-Кавказский филиал Московского технического университета связи и информатики                                                                 | государственный   | университет | 1967          | Ростов-на-Дону     | Москва                                 | 1493            |
| Таганрогский институт имени А. П. Чехова (филиал Ростовского государственного экономического университета)                                         | государственный   | институт    | 1955          | Таганрог           | Ростов-на-Дону                         | 4437            |
| Таганрогский филиал Российского нового университета                                                                                                | негосударственный | университет |               | Таганрог           | Москва                                 | 307             |
| Технологический институт (филиал Донского государственного технического университета)                                                              | государственный   | институт    | 2001          | Азов               | Ростов-на-Дону                         | 854             |
| Филиал в Волгодонске Ростовского государственного экономического университета                                                                      | государственный   | университет | 1997          | Волгодонск         | Ростов-на-Дону                         |                 |
| Филиал в Миллерово Ростовского государственного экономического университета                                                                        | государственный   | университет | 1998          | Миллерово          | Ростов-на-Дону                         | 850             |
| Филиал в Новошахтинске Южного федерального университета                                                                                            | государственный   | университет | 2000          | Новошахтинск       | Ростов-на-Дону                         | 357             |
| Филиал в Ростове-на-Дону Московского университета имени С. Ю. Витте                                                                                | негосударственный | университет | 2002          | Ростов-на-Дону     | Москва                                 | 436             |
| Шахтинский институт (филиал Южно-Российского государственного политехнического университета)                                                       | государственный   | институт    | 1958          | Шахты              | Новочеркасск                           | 3002            |
| Шахтинский филиал Южно-Российского гуманитарного института                                                                                         | негосударственный | институт    |               | Шахты              | Ростов-на-Дону                         | 237             |
| Южно-Российский институт управления (филиал Российской академии народного хозяйства и государственной службы)                                      | государственный   | институт    |               | Ростов-на-Дону     | Москва                                 | 4002            |